# Basidiospore

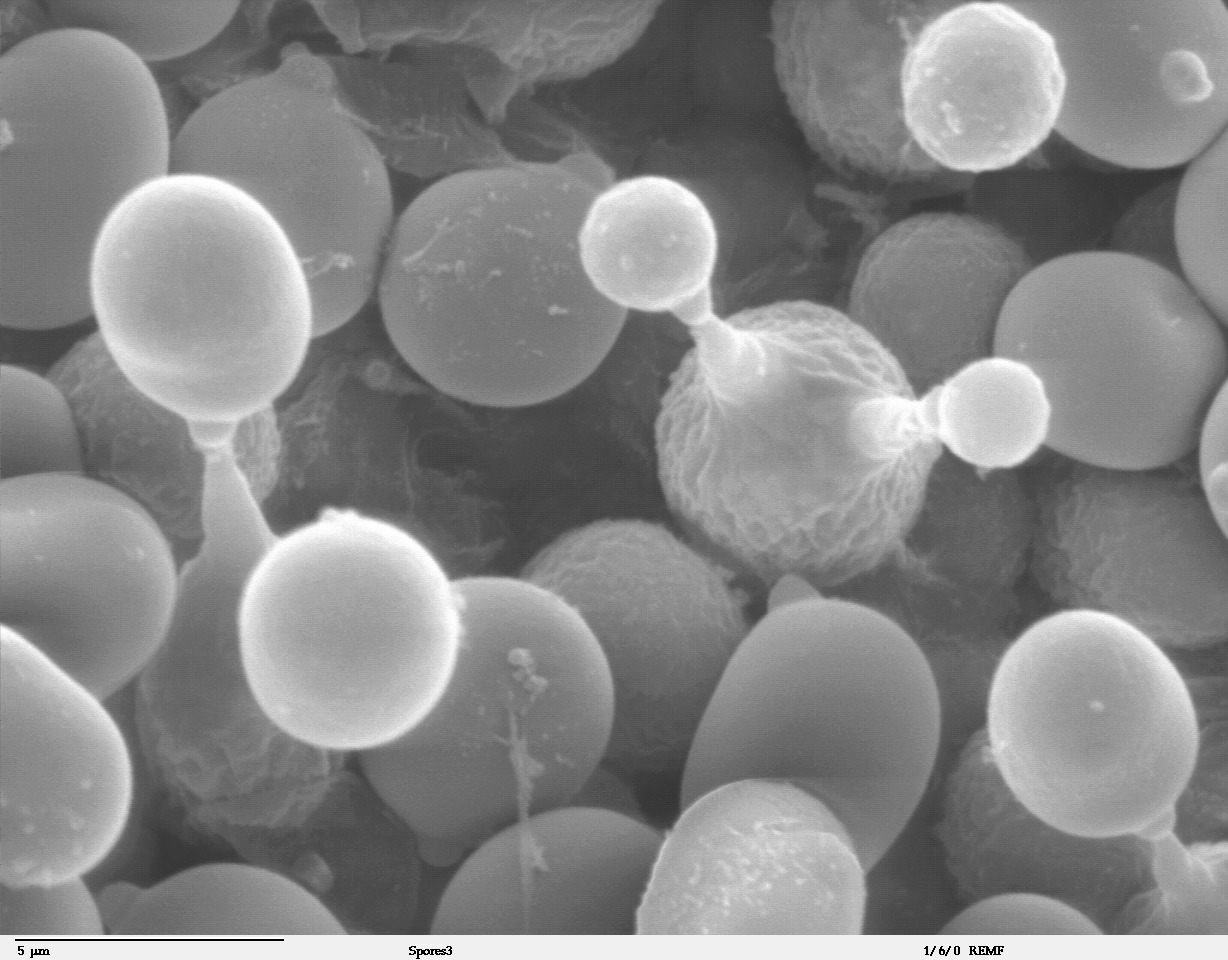
Basidiosporen van champignon (Rasterelektronenmicroscopische-opname)

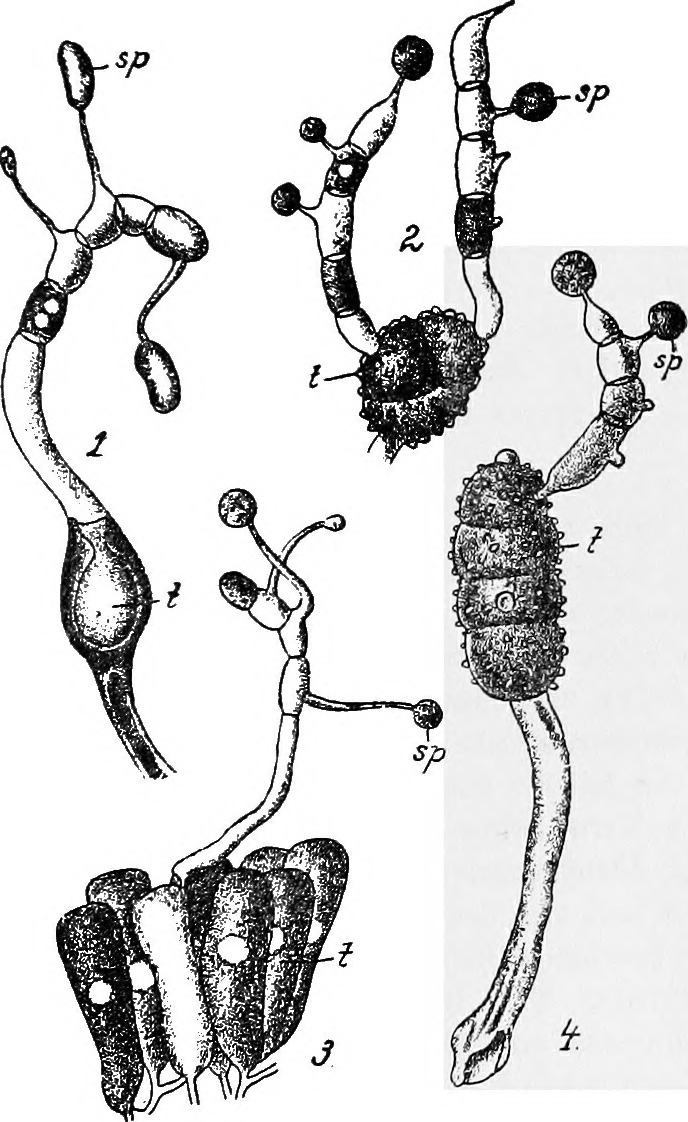
Kiemende teleutosporen van: 1. Uromyces fabae x 460. 2. Triphragmium ulmariae x 370. 3. Melampsora betulina x 370. 4. Phragmidium rubi x 370. t—teliospore; sp—sporidium (basidiospore).

Een basidiospore, sporidie of sporidium is een reproductieve schimmelspore van de Basidiomycetes, die gevormd wordt door een basidie (basidium). Basidiosporen hebben een haploïde kern als gevolg van de meiose. De meeste basidiosporen worden weggeslingerd en heten daarom ballistosporen. De sporen komen vrij gedurende perioden met hoge luchtvochtigheid. 's Nachts en in de ochtendschemering komen gewoonlijk de meeste sporen vrij.
Als basidiosporen op een geschikte ondergrond terechtkomen, kiemen ze en vormen ze schimmeldraden. De schimmeldraden groeien van de spore af en vormen zo een steeds groter wordende cirkel van mycelium. Sommige basidiosporen vormen kleine sporen in plaats van schimmeldraden.
Bij de roesten (Pucciniales) ontstaat eerst een probasidium (teleutospore).

## Algemene structuur en vorm
Basidiosporen worden in het algemeen gekenmerkt door een aanhangsel, het navelaanhangsel of de apiculus, aan de buitenkant. Op deze plaats zat de spore vast op het basidie. Het  aanhangsel is bij sommige basidiosporen zeer duidelijk te zien, maar veel minder duidelijk bij andere. Een apicale kiemopening kan ook te zien zijn. Vele basidiosporen hebben een asymmetrische vorm door de plaats van ontwikkeling op het basidie. Basidiosporen zijn enkelcellig (zonder tussenschotten) en kunnen rond tot ovaal, ellipsoïde of cilindrisch van vorm zijn. De oppervlakte van de spore kan vrij glad of met structuren bedekt zijn.